# Кельменецкая волость
Кельмене́цкая во́лость — административно-территориальная единица Хотинского уезда Бессарабской губернии.
Волость включала в себя 20 сельских обществ, 20 общин, 20 селений, 3 402 двора.
Волостной центр — местечко Кельменцы.

## Количество земли
По состоянию на 1886 год, общая площадь волости составляла 35 701 десятину, из них 24 418 десятин пахотной земли. Во владении крестьянских обществ находилось 18 389 десятин, во владении частных лиц — 16 539 десятин, казённая земля — 127 десятин, остальная земля — 646 десятины.

## Население
Население Кельменецкой волости в 1886 году составляло 20 024 человека, из них 10 019 мужчин и 10 005 женщин.

## Населённые пункты
По данным «Иллюстрированного адрес-календаря Бессарабской губернии», выпущенного Бессарабским губернским статистическим комитетом в 1914 году Кельменецкая волость включала в себя 24 населённых пункта, в том числе 19 сёл, 4 посёлка и 1 пристань:
| Населённый пункт   | Статус   | Современное название | Современная территориальная принадлежность     |
| ------------------ | -------- | -------------------- | ---------------------------------------------- |
| Атаки (рестевские) | пристань | Днестровка           | Кельменецкий район Черновицкой области Украины |
| Бабино             | село     | Бабин                | Кельменецкий район Черновицкой области Украины |
| Бурдюк             | село     | Бурдюг               | Кельменецкий район Черновицкой области Украины |
| Бузовица           | село     | Бузовица             | Кельменецкий район Черновицкой области Украины |
| Бырнова            | село     | Берново              | Кельменецкий район Черновицкой области Украины |
| Вартикоуцы         | село     | Вартиковцы           | Кельменецкий район Черновицкой области Украины |
| Волчинец           | село     | Волчинец             | Кельменецкий район Черновицкой области Украины |
| Вороновица         | село     | Вороновица           | Кельменецкий район Черновицкой области Украины |
| Гайдейская гора    | посёлок  |                      | Кельменецкий район Черновицкой области Украины |
| Грушевцы           | село     | Грушевцы             | Кельменецкий район Черновицкой области Украины |
| Кельменцы          | село     | Кельменцы            | Кельменецкий район Черновицкой области Украины |
| Кишла-Неджимова    | село     | Оселевка             | Кельменецкий район Черновицкой области Украины |
| Коновка            | село     | Коновка              | Кельменецкий район Черновицкой области Украины |
| Ленкоуцы           | село     | Ленковцы             | Кельменецкий район Черновицкой области Украины |
| Макаровка          | село     | Макаровка            | Кельменецкий район Черновицкой области Украины |
| Медвежа (казённое) | село     | Слободка-Медвежа     | Бричанский район Молдавии                      |
| Мошинец            | село     | Мошанец              | Кельменецкий район Черновицкой области Украины |
| Нагоряны           | село     | Нагоряны             | Кельменецкий район Черновицкой области Украины |
| Нелипоуцы          | село     | Нелиповцы            | Кельменецкий район Черновицкой области Украины |
| Перковцы           | село     | Перковцы             | Кельменецкий район Черновицкой области Украины |
| Путрина            | посёлок  | Путрино              | Кельменецкий район Черновицкой области Украины |
| Рестево            | село     | Днестровка           | Кельменецкий район Черновицкой области Украины |
| Савицкая могила    | посёлок  |                      | Кельменецкий район Черновицкой области Украины |
| Селыско            | посёлок  |                      | Кельменецкий район Черновицкой области Украины |